# Close Encounters of the Third Kind
Close Encounters of the Third Kind (Encuentros en la tercera fase en ￼￼España)  y Encuentros cercanos del tercer tipo en Hispanoamérica) es una película estadounidense de ciencia ficción de 1977 escrita y dirigida por Steven Spielberg, y protagonizada por Richard Dreyfuss, Melinda Dillon, François Truffaut, Teri Garr, Bob Balaban y Cary Guffey.
Cuenta la historia de Roy Neary, reparador de líneas eléctricas de Indiana a quien le cambia la vida tras experimentar un encuentro con un objeto volador no identificado, de cuya existencia está al tanto el gobierno de los Estados Unidos, el cual colabora con los ovnis en una especie de equipo internacional de científicos investigadores.
El filme se estrenó en noviembre de 1977 con gran éxito financiero y buena crítica. En 2007, la película fue considerada «cultural, histórica y estéticamente significativa» por la Biblioteca del Congreso de Estados Unidos y seleccionada para su preservación en el National Film Registry.
La película se remasterizó en 4K y se reestrenó el 1 de septiembre del 2017, coincidiendo con el 40 aniversario del estreno.

## Argumento

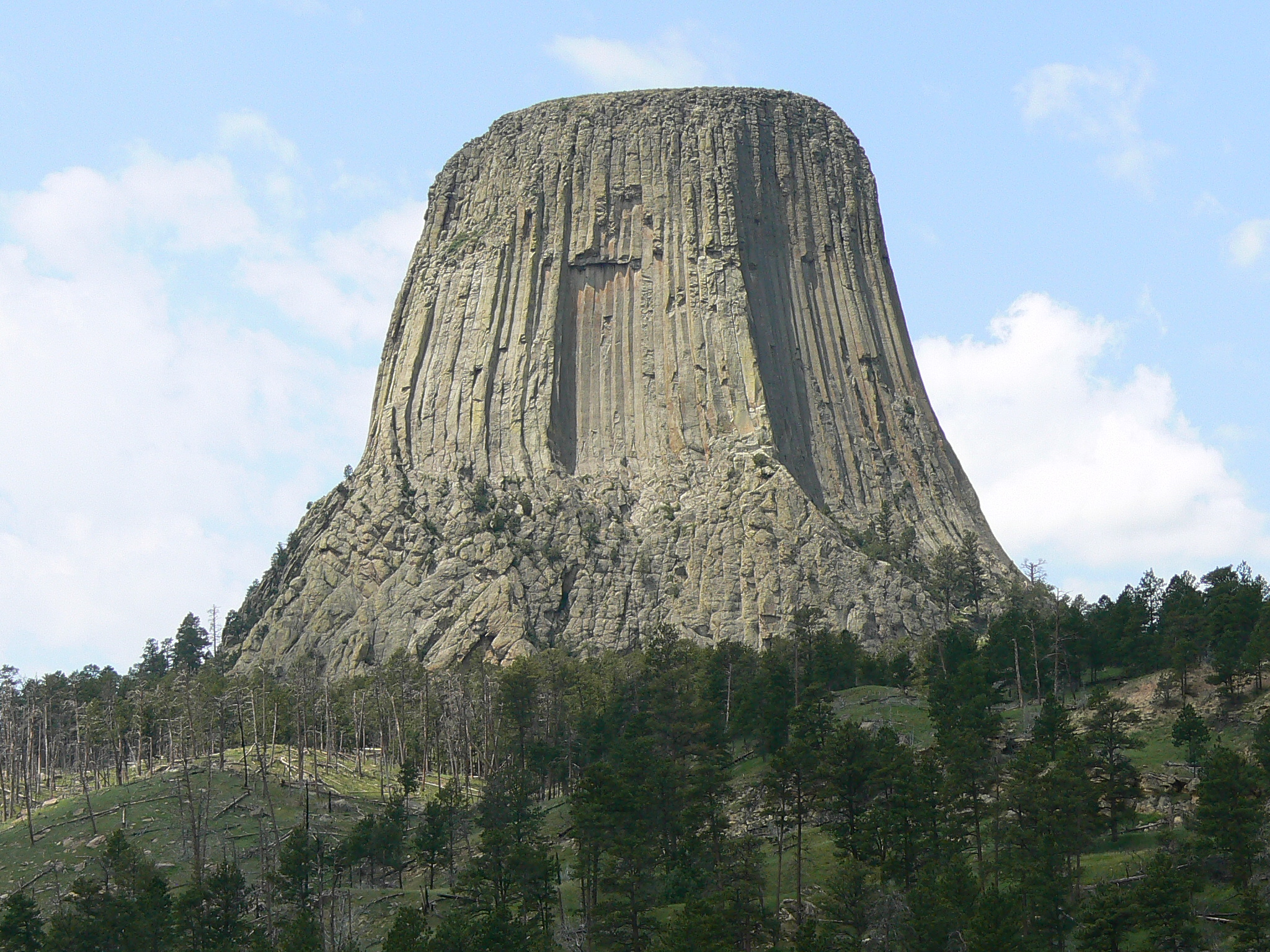
La Torre del Diablo sirvió de escenario para la película.

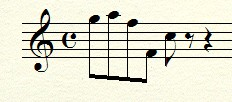
Frase musical que se emplea en la película para la comunicación con los extraterrestres.

En el desierto de Sonora, el científico francés, investigador del fenómeno ovni y Principal invitado de la conferencia de Montsoreau, Claude Lacombe (François Truffaut) y su traductor estadounidense David Laughlin (Bob Balaban), entre otros científicos investigadores gubernamentales, descubren los aviones que componían el Vuelo 19, un escuadrón aéreo perdido poco después de la Segunda Guerra Mundial. Los aviones están intactos y operativos, pero no hay rastro de los pilotos.
Un carguero, el Cotopaxi, desaparecido en el Triángulo de Las Bermudas, aparece en mitad del desierto de Gobi.
Un avión es perseguido por un objeto brillante que el piloto no sabe cómo describir.
Entretanto, Roy Neary (Richard Dreyfuss), empleado de la compañía eléctrica, investiga un apagón cuando su camioneta se detiene y le inunda una fuerte luz procedente del cielo. Experimenta un encuentro cercano con un O.V.N.I. De inmediato Roy se ve en medio de una persecución policiaca que va a la caza de cuatro ovnis. Tras esta experiencia, Roy queda fascinado por los ovnis, con gran consternación de su esposa, Ronnie (Teri Garr). Roy se obsesiona cada vez más con cinco extrañas notas musicales e imágenes mentales con forma como de una montaña y comienza a modelarlas. Jillian (Melinda Dillon) también se obsesiona con la creación de bocetos de esa montaña única. Poco después, ella es aterrorizada en su casa por un encuentro con un ovni, encuentro en el cual Barry, su pequeño hijo, es abducido por seres poco distinguibles a pesar de los esfuerzos que hizo para proteger su casa.
Mientras tanto, el aumento en la conducta errática de Roy provoca que Ronnie lo deje, llevándose a sus tres hijos con ella.
Estando desesperado, Roy ve de reojo un programa de noticias en la televisión sobre el descarrilamiento de un tren cerca de la Torre del Diablo en Wyoming, EE. UU. Allí se da cuenta de que la imagen mental que lo molestaba es real. Jillian ve la misma transmisión, de modo que ella y Roy así como otros muchos con la misma experiencia, se encaminan hacia el sitio.

## Reparto
- Richard Dreyfuss como Roy Neary.
- François Truffaut como Claude Lacombe.
- Melinda Dillon como Jillian Guiler, madre de Barry.
- Teri Garr como Veronica "Ronnie" Neary, esposa de Roy.
- Bob Balaban como David Laughlin, asistente de Lacombe.
- Cary Guffey como Barry Guiler.
- Josef Sommer como Larry Butler.
- Lance Henriksen como Robert, asistente de Lacombe.

## Producción
Close Encounters of the Third Kind fue un proyecto tras el que Spielberg llevaba mucho tiempo. A finales de 1973 ya había acordado con Columbia Pictures la filmación de una película de ciencia ficción. Aunque sólo Spielberg recibió los créditos del guion, fue asistido en la creación del mismo por Paul Schrader, John Hill, David Giler, Hal Barwood, Matthew Robbins y Jerry Belson.
El rodaje comenzó en 1976. Douglas Trumbull fue el supervisor de efectos visuales y Carlo Rambaldi diseñó los extraterrestres.
El filme tiene un enfoque personalista, desde la óptica de tres personajes afectados por el tema de diferente forma (el hombre común que tiene un encuentro, la madre que padece la abducción de un hijo y el científico apasionado por el tema).

## Distintas versiones
En 1980, tres años después del estreno cinematográfico, con una versión de 132 minutos fue editada de nuevo como Close Encounters of the Third Kind: The Special Edition (Encuentros cercanos del tercer tipo: Edición especial), el cual contenía escenas adicionales entre las cuales destaca el final extendido cuando el protagonista ve el interior de la nave, con una duración de 137 minutos. Una tercera edición fue lanzada en 1998 para formato doméstico, Close Encounters of the Third Kind: Director's Cut (Encuentros cercanos del tercer tipo: Versión del Director), que cuenta con algunos ajustes y en donde se elimina el final extendido, ya que mostrar el interior de la nave fue idea de los estudios, y esa fue la condición que habían impuesto para financiar la versión de 1980. mientras que Spielberg siempre sostuvo que este debía permanecer en el misterio. La tercera versión tiene una duración de 135 minutos.

## Recepción y taquilla
El filme fue bien recibido tanto por el público como por los críticos, dado que la mayoría de ellos elogiaron la película con sus comentarios. No era la típica película de una invasión alienígena, ya que venían en son de paz. Finalmente, a nivel mundial recaudó 430 millones de dólares. Este título imprescindible del género de la ciencia ficción fue el segundo gran éxito de Spielberg durante su carrera.

## Premios
La película obtuvo ocho candidaturas a los premios Óscar: Mejor director, Mejor actriz de reparto (Melinda Dillon), mejor dirección artística, mejor sonido, Mejor banda sonora original, Mejor fotografía, Mejor montaje y Mejores efectos visuales. De estas candidaturas, ganó una: el Oscar a la Mejor fotografía.

### Premios Óscar
| Año  | Categoría                            | Receptor                                                       | Resultado  |
| ---- | ------------------------------------ | -------------------------------------------------------------- | ---------- |
| 1977 | Mejor director                       | Steven Spielberg                                               | Candidato  |
| 1977 | Mejor actriz de reparto              | Melinda Dillon                                                 | Candidata  |
| 1977 | Mejor fotografía                     | Vilmos Zsigmond                                                | Ganador    |
| 1977 | Mejor montaje                        | Michael Kahn                                                   | Candidato  |
| 1977 | Mejor música original                | John Williams                                                  | Candidato  |
| 1977 | Mejor sonido                         | Robert Knudson, Robert Glass, Don MacDougall y Gene Cantamessa | Candidatos |
| 1977 | Mejores efectos visuales             | Mejores efectos visuales                                       | Candidatos |
| 1977 | Oscar a la mejor dirección artística | Joe Alves, Daniel A. Lomino, Phil Abramson                     | Candidatos |